# Dario Giannobile

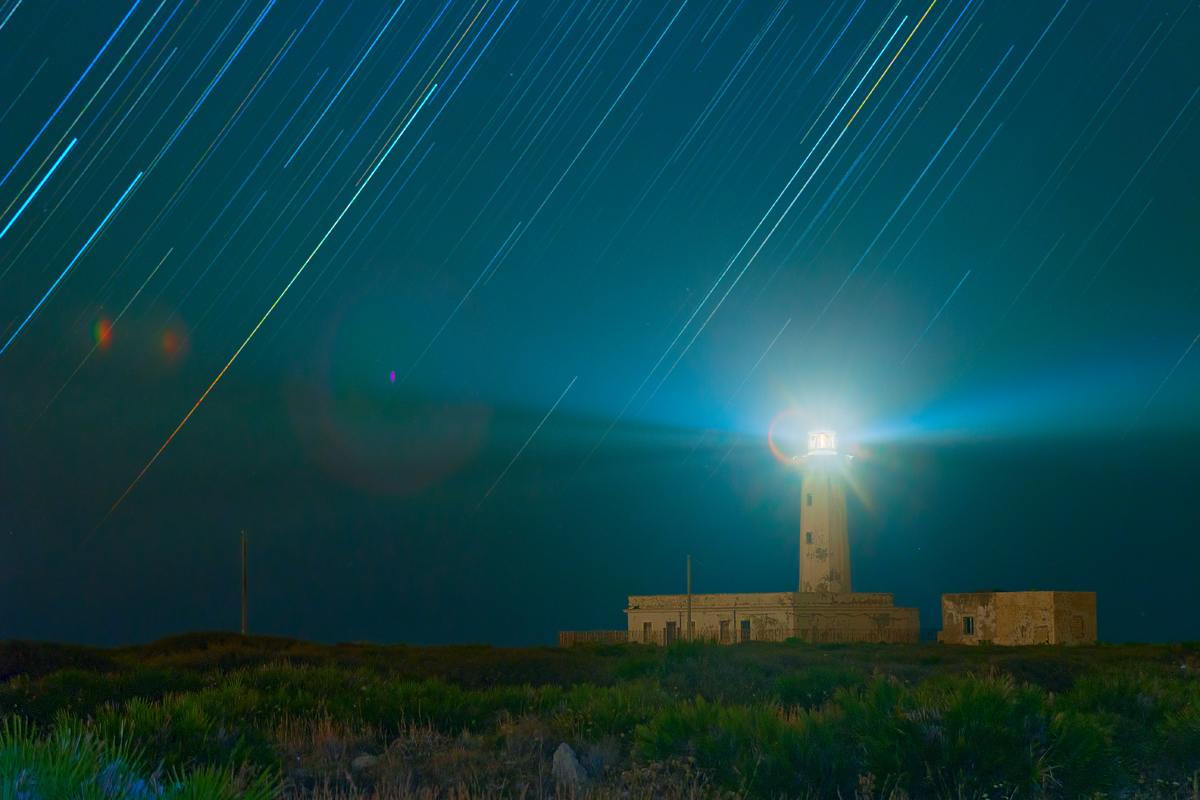
Star trail al Plemmirio (Siracusa)

Dario Giannobile (Palermo, 6 giugno 1975) è un fotografo e ingegnere italiano.

## Formazione
La fotografia e l'astronomia hanno sempre fatto parte del suo percorso di vita, all'inizio come semplice curiosità e dal 2014 come vera passione. Da quel momento, ha iniziato a riprendere il mondo che lo circondava sotto il cielo notturno stellato, comprendendo che i suoi scatti potevano essere un canale di comunicazione molto potente con cui trasmettere l'amore per la sua terra attraverso una luce diversa.
A poco a poco, ha iniziato a esplorare i luoghi ritenuti più belli della Sicilia sia dal punto di vista paesaggistico che storico. Ogni immagine è diventata il mezzo con cui far conoscere al mondo la ricchezza di una terra, che nel corso della storia, grazie alla sua posizione centrale nel Mediterraneo, è stata la culla di molte civiltà.
Attraverso la sua crescita come fotografo, comprende più che mai che questa ricchezza viene esaltata se ripresa attraverso la luce sognante della notte. Chi non ha mai sognato di guardare le stelle dell'universo? La dimensione del sogno diventa per lui il mezzo con cui coinvolgere coloro che guardano le sue fotografie.  Attraverso i suoi paesaggi vorrebbe che tutti potessero sognare  i fantastici paesaggi della sua terra respirando i profumi dell'erba fresca di primavera o sentendo il freddo sulla pelle dell'inverno di fronte al cielo cristallino che può essere osservato solo in quei momenti del anno. Vorrebbe  condividere virtualmente i momenti in cui guarda la via lattea estiva, ascoltando il suono delle onde del mare e respirando il sapore dolce e pungente della salsedine, oppure le giornate autunnali tra i colori caldi dei boschi dell'Etna, che, illuminati dalla luce della Luna e della lava, si mescolano con il turchese del cielo.
Non solo il paesaggio naturalistico è importante per lui ma anche le testimonianze storiche del passato come i resti di Segesta o le testimonianze neolitiche del sito di Pantalica, immaginando i fuochi dei villaggi che illuminano i pendii dalle mille tombe a grotticella.
Il pensiero può essere pertanto sintetizzato nell'idea che grazie al cielo notturno si può viaggiare ed essere portarti in luoghi e tempi lontani accedendo alla dimensione del sogno.
Per lui il cielo è quindi una risorsa preziosa che deve essere protetta perché attraverso di essa si può riscoprire il piacere di sognare apprezzando la bellezza e la storia del suo paese, se non del mondo intero. Si ritrova pertanto nel motto: un solo popolo sotto un unico cielo.

## Riconoscimenti
In breve tempo si è distinto per aver vinto più volte l'Astronomy Picture of the Day della NASA. Le fotografie hanno subito riscosso un grande successo con l'interessamento anche dei media nazionali.
Nel 2016 vince il Photo Nightscape Awards nella categoria "In Town" venendo premiato alla città della scienza di Parigi con lo scatto Pinching The North Site. Sempre nello stesso concorso, viene premiato con la menzione speciale della giuria con l'immagine The Missing Observer.
Nel 2017 vince l'International Earth and Sky Photo Contest nella categoria Composite con l'immagine The Missing Observer.
Alcune sue immagini sono scelte come Astronomy Picture Of the Day dalla NASA:
- Il 26 Aprile 2017 con il titolo Mt. Etna Lava Plume[8]
- Il 4 Marzo 2019 con il titolo Celestial Alignment over Sicilian Shore[9]
- il 19 Agosto 2019 con il titolo Lenticular Clouds over Mount Etna[10][11]

Dal 2014 al 2020 ha diverse sue immagini sono state scelte dall'USRA (Universities Space Research Association) come EPOD (Earth Science Picture Of The Day) per il loro carattere scientifico.
Nello stesso periodo le sue immagini e i suoi articoli sono stati pubblicati in diverse testate sia regionali, che nazionali (Ansa, Corriere) che internazionali come Sky&Telescope e Astronomy Now.
Ha collaborato con molteplici riviste del settore astronomico amatoriale come Nuovo Orione e Cosmo, del settore fotografico come FotoCult e del settore scientifico divulgativo come Focus.
È stato ospite della trasmissione I soliti ignoti di Amadeus andata in onda l’11 aprile 2019 e della trasmissione Linea Blu andata in onda il 25 maggio 2020.

## Galleria d'immagini

Immagini di Dario Giannobile su Commons
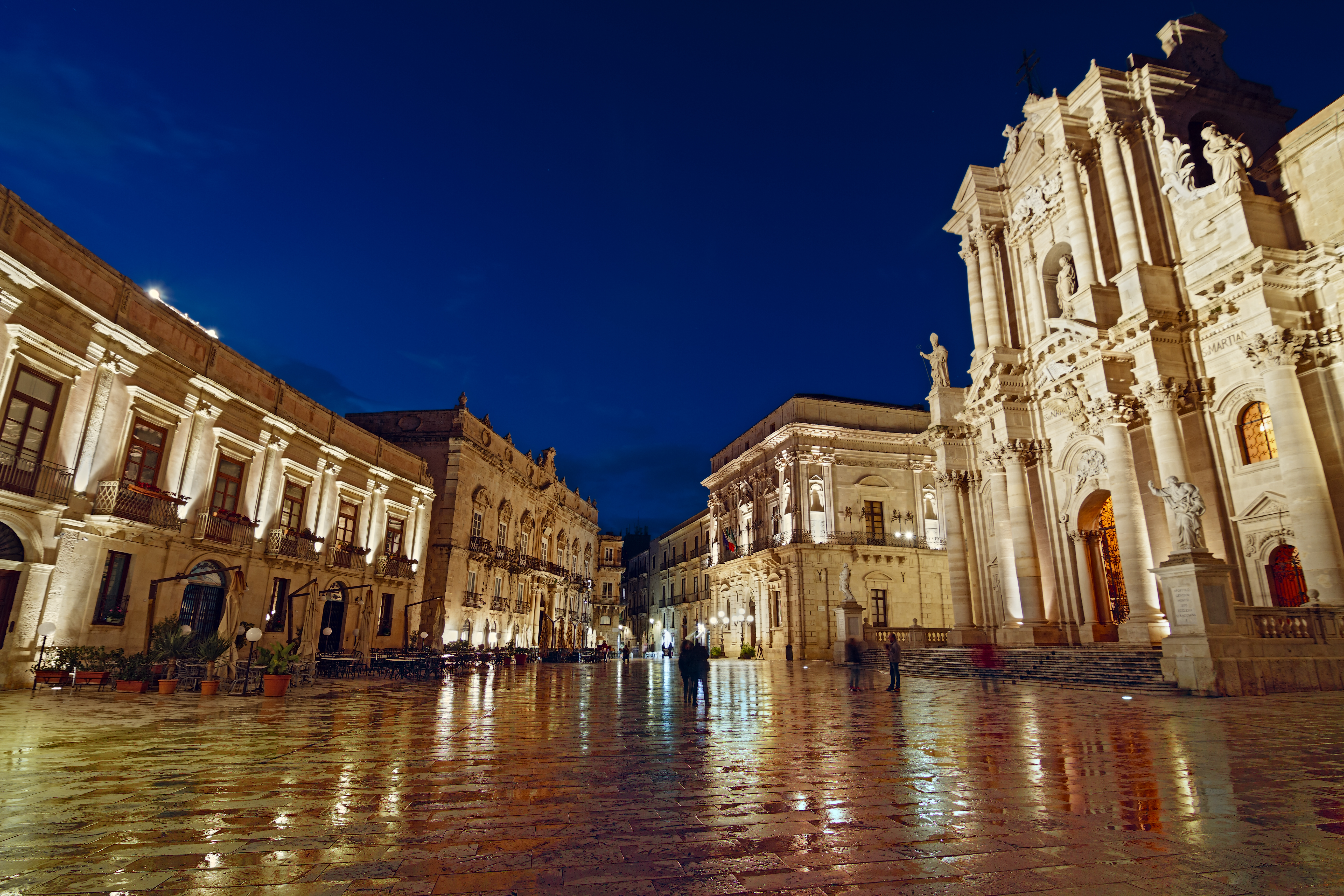
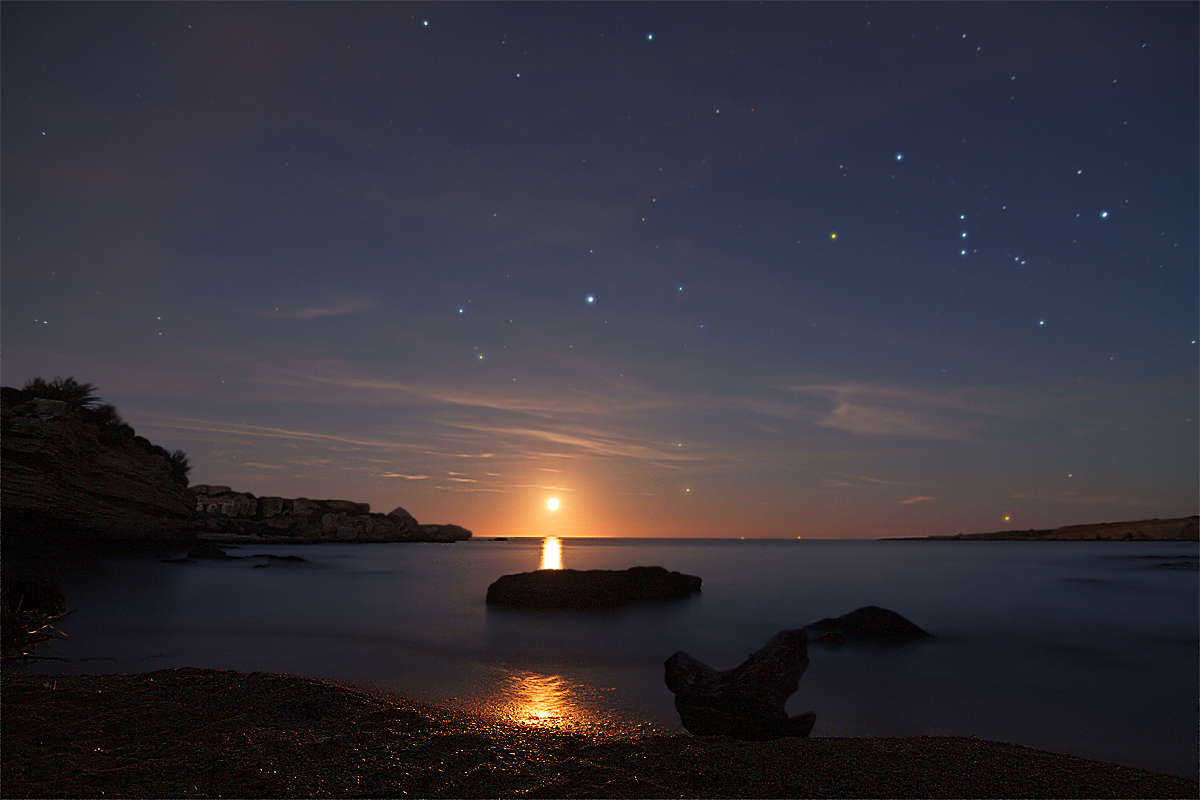
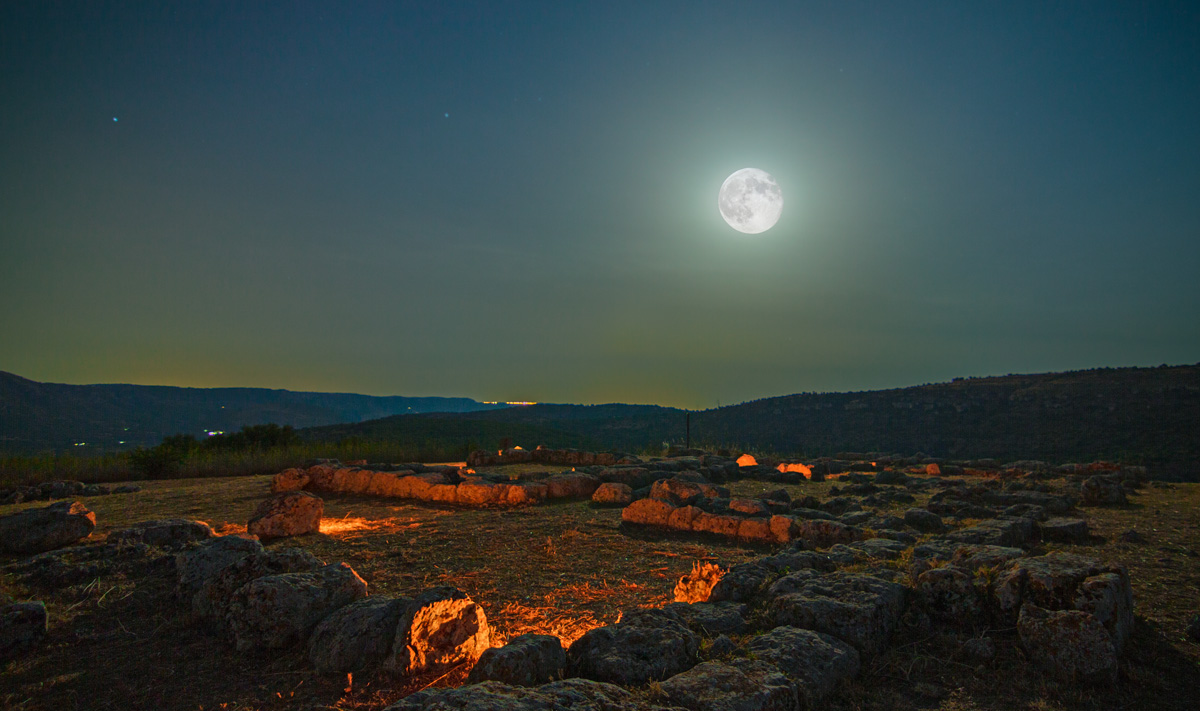